# Charlie McDonnell
Pour les articles homonymes, voir McDonnell (homonymie).
 (octobre 2015).
Si vous disposez d'ouvrages ou d'articles de référence ou si vous connaissez des sites web de qualité traitant du thème abordé ici, merci de compléter l'article en donnant les références utiles à sa vérifiabilité et en les liant à la section « Notes et références ».
 Charlie McDonnell, aussi connue sous le pseudonyme de charlieissocoollike, est une youtubeuse britannique né le 1er octobre 1990.

## Biographie

### Sur Youtube
Elle a été révélée au grand public pour la première fois en postant une vidéo en été 2007 intitulée How to get featured on YouTube, ce que l'on peut traduire par « Comment être sélectionné sur YouTube ». Cette vidéo a été sélectionnée par YouTube et a été placée sur la page d'accueil du site. Avant cette publicité, seuls 150 abonnés la suivaient régulièrement. Depuis cette vidéo, ce nombre a augmenté.
Elle a depuis posté un grand nombre de vidéos (plus d'une centaine sur sa chaîne personnelle). Parmi les plus célèbres, on peut citer How to be english, Duet With Myself!, ou encore The Winegum Experiment.
Pendant toute l'année 2008, elle a fait partie du projet Five Awesome Guys, une chaîne dite « coopérative » de YouTube. De fait, Charlie a repris l'idée des Five Awesome Girls, une autre chaîne de YouTube où cinq jeunes filles envoient des vidéos chaque jour de la semaine (de lundi à vendredi). Charlie postait alors une vidéo sur Five Awesome Guys tous les mardis. Le projet a pris fin le 31 décembre 2008, mais peut toujours être visionné dans son intégralité sur la plateforme.
Charlie arrête de poster du contenu sur YouTube en décembre 2018. Elle fait son coming out transgenre et bisexuel en janvier 2023 et relance sa chaîne YouTube.

### Musique
Grande amatrice de la série britannique Doctor Who, elle a composé certaines de ses chansons sur le sujet. Elle est, avec son groupe, la fondatrice du genre musical qui s'inspire de Doctor Who. Ce style est appelé « trock ». 
Avec trois de ses amis, Alex Day, Liam Dryden et Ed Plant, elle crée le groupe de musique « Chameleon Circuit », dont les albums sont produits par Michael Aranda, un autre youtuber et ami, et dont le disque éponyme, sorti en juin 2009, traite uniquement de la série Doctor Who. À ce jour[Quand ?], leurs albums restent les meilleures ventes de la jeune maison de disques les produisant, DFTBA Records (en).
Ce disque a atteint la 16e place dès son premier mois de mise en vente. La revue Doctor Who Magazine a même consacré un article entier au groupe.
En été 2010, elle entreprend la formation d'un nouveau groupe, appelé « Sons of Admirals », composé d'Alex Day, Tom Milsom, Ed Plant et de lui-même. Leur première chanson est une reprise du morceau Here Comes My Baby de Cat Stevens.